# Паркерсберг (Западная Виргиния)
Паркерсберг (англ. Parkersburg) — город в штате Западная Виргиния, США. Он является окружным центром округа Вуд. В 2010 году в городе проживало 31 492 человека. Паркерсберг — третий по численности населения город в штате Западная Виргиния, он входит в метрополитенский статистический ареал Паркерсберга-Мариетты-Виенны, общее население которого составляет 92 082 человека.

## География
Согласно бюро переписи населения США, общая площадь города — 31,6 км², из которых: 30,6 км² — земля и 1,0 км² (3,19 %) — вода.
Паркерсберг расположен при слиянии рек Огайо и Литл-Канова, которая делит город на южную и северную части. На востоке Паркерсберга протекает река Уортингтон-Крик, приток Литл-Кановы.

## История
Округ Вуд отсоединился от округа Гаррисон в 1799 году. Поселение на месте Паркерсберга, тогда известное под именем Нью-Порт, было решено сделать окружным центром нового округа. В 1800 году город Ньюпорт был официально основан на северном берегу Литл-Кановы городской хартией Генеральной ассамблеей Виргинии. Через 10 лет Нью-Порт сменил название на Паркерсберг в честь капитана Александра Паркера из Пенсильвании, который приобрёл собственность в городе в 1785 году. В 1820 году Паркерсберг был инкорпорирован как город (town). Речной транспорт способствовал развитию города в первой половине XIX века. К 1844 году Паркерсберг стал одним из самых важных городов на Огайо с населением в 1400 человек. Во время Гражданской войны из округа Вуд в армии США служило 3000 человек, в армии КША — 200. В 1863 году Паркерсберг был инкорпорирован как город (city)..
С 1861 года Паркерсберг стал центром нефтяной промышленности, окружённый месторождениями в Бёрнин-Спрингс и Волкано. В 1866 году был открыт первый нефтеперерабатывающий завод. Бизнес-колледж горного штата открылся в 1888 году, колледж Долины Огайо — в 1961 году.

## Население
По данным переписи 2010 года население Паркерсберга составляло 31 492 человека (из них 47,5 % мужчин и 52,5 % женщин), было 13 807 домашних хозяйства и 8086 семей. Расовый состав: белые — 94,9 %, коренные американцы — 0,3 %, азиаты — 0,4 % и представители двух и более рас — 2,1 %.
Из 13 807 домашних хозяйств 39,1 % представляли собой совместно проживающие супружеские пары (13,0 % с детьми младше 18 лет), в 14,3 % домохозяйств женщины проживали без мужей, в 5,1 % домохозяйств мужчины проживали без жён, 41,4 % не имели семьи. В среднем домашнее хозяйство вели 2,24 человека, а средний размер семьи — 2,86 человека.
Население города по возрастному диапазону распределилось следующим образом: 21,3 % — жители младше 18 лет, 3,5 % — между 18 и 21 годами, 57,2 % — от 21 до 65 лет и 18,0 % — в возрасте 65 лет и старше. Средний возраст населения — 41,2 года. На каждые 100 женщин приходилось 90,5 мужчин, при этом на 100 совершеннолетних женщин приходилось уже 87,1 мужчин сопоставимого возраста.
В 2014 году из 25 325 трудоспособных жителей старше 16 лет имели работу 12 615 человек. При этом мужчины имели медианный доход в 37 848 долларов США в год против 26 366 долларов среднегодового дохода у женщин. В 2014 году медианный доход на семью оценивался в 46 392 $, на домашнее хозяйство — в 33 247 $. Доход на душу населения — 20 564 $. 18,3 % от всего числа семей и 23,5 % от всей численности населения находилось на момент переписи за чертой бедности.
Динамика численности населения:
|  |

### Климат
По классификации климатов Кёппена климат Паркерсберга относится к субтропическому муссонному (Cfa). Климат города характеризуется относительно высокими температурами и равномерным распределением осадков в течение года. Летом он находится под влиянием влажного, морского воздуха с океана. Лето обычно является более влажным, чем зима. Средняя температура в году — 12,7 °C, самый тёплый месяц — июль (средняя температура 24,6 °C), самый холодный — январь (средняя температура 0,1 °C). Среднее количество осадков в году 1069,3 мм.
| Показатель                    | Янв. | Фев. | Март | Апр. | Май | Июнь | Июль | Авг. | Сен. | Окт. | Нояб. | Дек. | Год |
| ----------------------------- | ---- | ---- | ---- | ---- | --- | ---- | ---- | ---- | ---- | ---- | ----- | ---- | --- |
| Абсолютный максимум, °C       | 24   | 23   | 30   | 32   | 34  | 36   | 38   | 37   | 38   | 32   | 26    | 25   | 38  |
| Средний суточный максимум, °C | 4    | 6    | 12   | 18   | 23  | 27   | 29   | 28   | 25   | 19   | 11    | 6    | 17  |
| Средняя температура, °C       | 0    | 1    | 6    | 12   | 17  | 21   | 23   | 22   | 19   | 13   | 7     | 2    | 12  |
| Средний суточный минимум, °C  | −5   | −3   | 1    | 6    | 11  | 15   | 17   | 17   | 13   | 7    | 2     | −2   | 6   |
| Абсолютный минимум, °C        | −25  | −23  | −17  | −7   | −1  | 2    | 9    | 5    | 1    | −6   | −13   | −18  | −25 |
| Норма осадков, мм             | 80   | 50   | 90   | 80   | 80  | 100  | 100  | 90   | 70   | 50   | 60    | 60   | 970 |
| Источник: Weatherbase.com     |      |      |      |      |     |      |      |      |      |      |       |      |     |

## Города-побратимы
- Паркерсберг[5]

## Достопримечательности
- Церковь святого Франциска Ксаверия